# Srednja Tušimlja
Srednja Tušimlja (Servisch cyrillisch Средња Тушимља) is een plaats in de Servische gemeente Novi Pazar. De plaats telt 40 inwoners (2002).